# Hackås och Näs tingslag
Hackås och Näs tingslag var ett tingslag i Jämtlands län. Tingsställe var på 1880-talet Billsta för att fram till 1912 vara i Hov.
Hackås och Näs tingslag bildades den 1 januari 1876 (enligt beslut den 4 september 1863 och den 22 juli 1875) genom utbrytning av Näs socken ur Brunflo tingslag och Hackås socken ur Ovikens tingslag. Hackås och Näs tingslag upphörde 1906 då verksamheten överfördes till Revsunds, Brunflo och Näs tingslag. 
Tingslaget ingick till 1879 i Södra Jämtlands domsaga och från den 1 januari 1879 i Jämtlands östra domsaga.

## Socknar
Hackås och Näs tingslag omfattade två socknar: 
- Hackås socken (före den 1 januari 1876 i Ovikens tingslag)
- Näs socken (före den 1 januari 1876 i Brunflo tingslag)